# Ессо
Ессо (рос. Эссо) — село у Бистринському районі Камчатського краю Російської Федерації.
Населення становить 1911 (2018) осіб. Входить до складу муніципального утворення Ессовське сільське поселення.

## Історія
До 1 червня 2007 року у складі Камчатської області, відтак у складі Камчатського краю. Згідно із законом від 17 грудня 2004 року органом місцевого самоврядування є Ессовське сільське поселення.

## Клімат
Село знаходиться у зоні, котра характеризується субарктичним кліматом. Найтепліший місяць — липень із середньою температурою 13.4 °C (56.2 °F). Найхолодніший місяць — січень, із середньою температурою -18.2 °С (-0.8 °F).
| Клімат Ессо             | Клімат Ессо | Клімат Ессо | Клімат Ессо | Клімат Ессо | Клімат Ессо | Клімат Ессо | Клімат Ессо | Клімат Ессо | Клімат Ессо | Клімат Ессо | Клімат Ессо | Клімат Ессо | Клімат Ессо |
| Показник                | Січ.        | Лют.        | Бер.        | Квіт.       | Трав.       | Черв.       | Лип.        | Серп.       | Вер.        | Жовт.       | Лист.       | Груд.       | Рік         |
| Середня температура, °C | −18,2       | −16,4       | −12,3       | −4,6        | 3,4         | 10,1        | 13,4        | 11,7        | 6,1         | −1,3        | −10,3       | −16,3       | −2,9        |
| Норма опадів, мм        | 20.6        | 19.8        | 17.9        | 12.3        | 21.7        | 37.5        | 70.8        | 70.5        | 45.4        | 34.6        | 37.7        | 26.4        | 415.2       |
| ----------------------- | ----------- | ----------- | ----------- | ----------- | ----------- | ----------- | ----------- | ----------- | ----------- | ----------- | ----------- | ----------- | ----------- |
| Джерело: Weatherbase    |             |             |             |             |             |             |             |             |             |             |             |             |             |

## Населення
| 1939  | 1959  | 1970  | 1979  | 1989  | 2002  | 2007  |
| ----- | ----- | ----- | ----- | ----- | ----- | ----- |
| 286   | ↗630  | ↗1078 | ↗1715 | ↗2269 | ↘2081 | ↗2649 |
| 2010  | 2012  | 2013  | 2014  | 2015  | 2016  | 2017  |
| ↘2012 | ↘1982 | ↘1924 | ↘1912 | ↘1894 | ↗1907 | ↗1923 |
| 2018  |       |       |       |       |       |       |
| ↘1911 |       |       |       |       |       |       |